# Canoa/kayak ai XV Giochi del Mediterraneo
Riportiamo di seguito i risultati delle gare di kayak disputate ai XV GIochi del Mediterraneo di Almería 2005.
Si sono svolte gare nelle seguenti specialità:
- K1 1000 m maschile e femminile
- K1 500 m maschile e femminile
- K2 1000 m maschile
- K2 500 m maschile

Tutte le competizioni si sono svolte presso l'impianto di Cuevas del Almanzora.

## Risultati

### Uomini
| Evento      | Oro                                       | Perform. | Argento                                | Perform. | Bronzo                                            | Perform. |
| K1 - 500 m  | Sébastien Jouve                           | 1:37.351 | Carlos Pérez Rial                      | 1:38.304 | Andrea Facchin                                    | 1:38.371 |
| K1 - 1000 m | Stjepan Janić                             | 3:26.770 | Cyrille Carré                          | 3:28.156 | Jernej Zupancic                                   | 3:29.363 |
| K2 - 500 m  | Croazia Stjepan Janić Miko Janić          | 1:29.655 | Spagna Francisco Llera Damian Vindel   | 1:30.001 | Serbia e Montenegro Ognjen Filipović Dragan Zorić | 1:31.028 |
| K2 - 1000 m | Spagna Javier Hernanz Pablo Enrique Baños | 3:10.048 | Francia Sébastien Jouve Philippe Colin | 3:10.921 | Italia Andrea Facchin Antonio Scaduto             | 3:11.741 |

### Donne
| Evento      | Oro            | Perform. | Argento        | Perform. | Bronzo           | Perform. |
| K1 - 500 m  | Fabiana Sgroi  | 1:52.263 | Teresa Portela | 1:52.306 | Anne-Laure Viard | 1:52.339 |
| K1 - 1000 m | Anna Ricciotti | 3:53.467 | Fabiana Sgroi  | 3:53.607 | Marie Delattre   | 3:55.187 |

## Medagliere
| Posizione | Paese               |   |   |   | Totale |
| --------- | ------------------- | - | - | - | ------ |
| 1         | Italia              | 2 | 1 | 2 | 5      |
| 2         | Croazia             | 2 | 0 | 0 | 2      |
| 3         | Spagna              | 1 | 3 | 0 | 4      |
| 4         | Francia             | 1 | 2 | 2 | 5      |
| 5         | Serbia e Montenegro | 0 | 0 | 1 | 1      |
| 5         | Slovenia            | 0 | 0 | 1 | 2      |
| Totale    | Totale              | 6 | 6 | 6 | 18     |